# Almindelig zebra
Den almindelige zebra (Equus quagga), også kaldet steppezebraen eller Burchells zebra, er et dyr i hestefamilien. Den bliver 2,2-2,5 m lang med en hale på 47-56 cm og vejer 175-385 kg. Den lever i det østlige og sydlige Afrika.